# Aegiale hesperiaris
Sâu Maguey (danh pháp khoa học: Aegiale hesperiaris) (tiếng Tây Ban Nha: gusano del maguey, chinicuil) là một trong những biến thể của sâu bướm ăn được, là loài ăn maguey và Agave tequilana. Sâu Maguey đỏ có tên gọi địa phương là chilocuiles, chinicuiles hay tecoles, và là ấu trùng của bướm đêm Hypopta agavis. Chúng ăn ruột và rễ cây maguey. Sâu Maguey trắng, có tên gọi địa phương là meocuiles, là sâu bướm của một loài bướm ngày có tên thông dụng là "bướm nhảy khổng lồ tequila," Aegiale hesperiaris.
Chúng phân bố ở các vùng miền trung México và sinh sống trên lá cây Agave tequilana, Family Agavaceae.

## Tham khảo

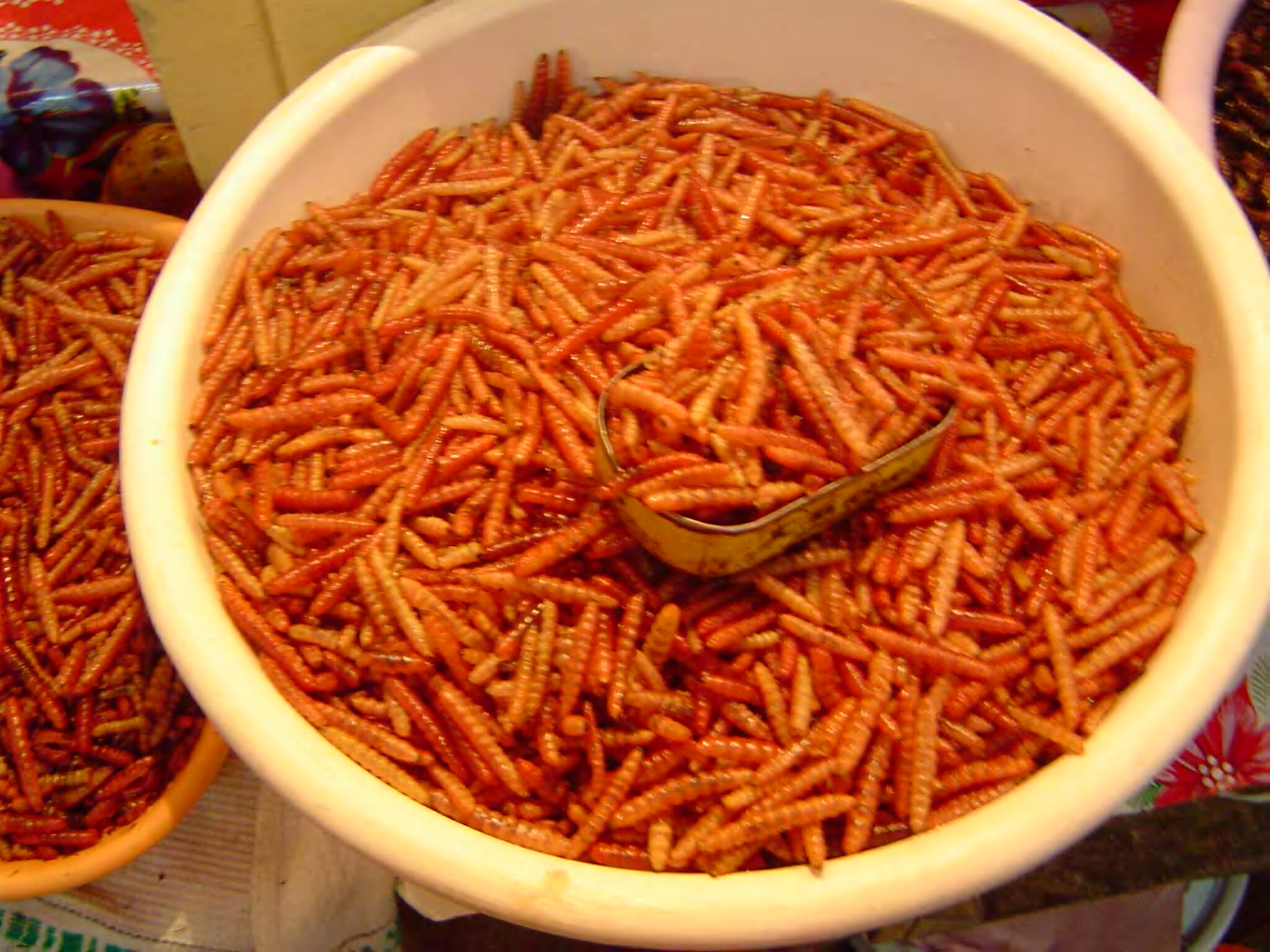
Chinicuiles bán ở chợ Mexico.